# Війна за Піднесення
 «Війна за Піднесення» (англ. The Uplift War) — науково-фантастичний роман американського письменника Дейвіда Бріна, виданий в 1987 році, удостоєний в 1988 році премій «Г'юго» і «Локус». Роман завершує першу трилогію циклу «Сага про Піднесення».

## Сюжет
«Старі» раси незадоволені успіхами молодої раси людей, вважаючи їх вискочками. При цьому у людей немає раси-патрона, яка могла б заступитися. Єдині союзники землян — раса тимбрими. Знахідка кораблем землян «Стрімкий» кинутого флоту, який ймовірно належав легендарній расі прабатьківзастала всіх зненацька. «Старі» раси вирішили дістатися до знахідки першими. Одна з найвпливовіших рас в галактиці, птахоподібні губру, вирішила захопити віддалену колонію Землі — планету Гарт, висадивши на ній експедиційний корпус. В результаті більшість людей і розумних шимпанзе, клієнтів землян, були підпорядковані губру. Однак ті, хто залишився на волі, організували справжню партизанську війну, боротьбу за визволення планети від загарбників.

## Історія створення і продовження
Роман «Війна за Піднесення» не є прямим продовженням попереднього роману серії, «Зоряний приплив», дія в ньому відбувається паралельно. Роман практично повторив успіх «Зоряного припливу», завоювавши кілька премій, включаючи «Г'юго» і «Локус». Не вдалося завоювати лише третю премію — «Неб'юлу».
Через вісім років автор повернувся до циклу, написавши другу трилогію, до якої увійшли романи «Риф яскравості» (1995 рік), «Берег нескінченності» (1996 рік) і «Небесні простори» (1997 рік), а також повість «Спокуса» (1999 рік). Однак успіх романів першої трилогії повторити не вдалося.
Роман неодноразово перевидавався англійською мовою і був переведений на багато інших мов.

## Нагороди та номінації
- Премія «Г'юго» за найкращий роман: 1987 рік (номінація)
- Премія «Г'юго» за найкращий роман: 1988 рік (переможець)
- Премія «Локус» за найкращий науково-фантастичний роман: 1988 рік (переможець)